# Гиббс, Киран
Ки́ран Джеймс Рика́рдо Гиббс (англ. Kieran James Ricardo Gibbs; 26 сентября 1989, Ламбет, Лондон) — английский футболист, защитник.

## Клубная карьера
Первые шаги в футболе Гиббс сделал в футбольной школе клуба «Уимблдон». До 2004 года он играл за «Уимблдон», но в 2004 году клубную академию распустили, и Гиббс попал в «Арсенал». Свою карьеру Киран начал в качестве полузащитника. Он регулярно играл за молодёжную команду «Арсенала» и резервную команду. Подготовку к сезону 2007/08 Гиббс провел вместе с первой командой, сыграв в нескольких товарищеских матчах. За игру против «Интера» Киран удостоился от болельщиков овации.
За первую команду Гиббс дебютировал в матче Кубка лиги против «Шеффилд Юнайтед» 31 октября 2007 года. 31 января 2008 года Гиббс был отдан в аренду в «Норвич Сити», откуда он вернулся 29 апреля.
В сезоне 2008/09 Киран регулярно играл в Кубке Англии и Кубке лиги. 10 декабря 2008 года Гиббс дебютировал в Лиге чемпионов, выйдя на замену в выездном матче против «Порту». Его дебют в чемпионате Англии состоялся 8 февраля 2009 в матче против «Тоттенхэма».
В апреле 2009 года в связи с травмой основного левого защитника Гаэля Клиши Киран получил возможность выходить в основном составе первой команды. Он сыграл в ответном матче четвертьфинала Лиги чемпионов с «Вильяреалом», полуфинале Кубка Англии с «Челси», полуфиналах Лиги чемпионов против «Манчестер Юнайтед» и шести матчах чемпионата Англии. Несмотря на досадную ошибку в ответном матче полуфинала Лиги Чемпионов, Гиббс не упал духом и сумел достойно завершить сезон, продемонстрировав уверенную, зрелую игру.
Сезон 2009/10 сложился неудачно для Кирана. В связи с очередной травмой Клиши, которую тот получил в начале ноября, у Гиббса появился шанс вновь поиграть за первую команду, но 24 ноября в матче Лиги чемпионов молодой защитник сломал плюсневую кость. Сначала предполагалось, что он пропустит три месяца, но процесс выздоровления пошёл медленно, поэтому было решено провести операцию на стопе Гиббса, что исключило для него возможность появиться на поле ещё раз в текущем сезоне. В начале сезона 2012/13 Киран прочно укрепился в основном составе «Арсенала».
30 августа 2017 года Гиббс перешёл в «Вест Бромвич Альбион» примерно за £7 млн, подписав четырёхлетний контракт.
23 марта 2021 года было объявлено о переходе Гиббса в клуб MLS «Интер Майами» 1 июля, после истечения его контракта с «Вест Бромвич Альбион». В американской лиге он дебютировал 21 июля в матче против «Нью-Инглэнд Революшн». 4 августа в матче против «Орландо Сити» забил свой первый гол в MLS.
23 февраля 2023 года Гиббс расторг контракт с «Интер Майами» по взаимному согласию сторон и присоединился к телевещательной команде клуба.

## Выступления за сборную
Гиббс выступал за юношескую сборную Англии (до 19 лет), которая не попала в финальную часть чемпионата Европы 2008 года.
В 2009 году Киран был вызван в молодёжную сборную, которая пробилась в финальную часть чемпионата Европы 2009. В процессе подготовке к финальной стадии Гиббс играл на разных позициях, в том числе и в полузащите. В товарищеском матче против Азербайджана он забил два гола, в итоге его команда выиграла с разгромным счётом 7:0. Но все матчи чемпионата Киран отыграл на позиции левого защитника. Сборная Англии дошла до финала, где уступила немцам со счётом 0:4.

## Достижения
Англия (до 21)
- Серебряный призёр молодёжного чемпионата Европы: 2009

Арсенал
- Обладатель Кубка Англии: 2013/14, 2014/15, 2016/17
- Обладатель Суперкубка Англии: 2014, 2015

## Статистика выступлений за сборную
| Матчи Кирана Гиббса за сборную Англии | Матчи Кирана Гиббса за сборную Англии | Матчи Кирана Гиббса за сборную Англии | Матчи Кирана Гиббса за сборную Англии | Матчи Кирана Гиббса за сборную Англии | Матчи Кирана Гиббса за сборную Англии |
| №                                     | Дата                                  | Оппонент                              | Счёт                                  | Голы                                  | Соревнование                          |
| ------------------------------------- | ------------------------------------- | ------------------------------------- | ------------------------------------- | ------------------------------------- | ------------------------------------- |
| 1                                     | 11 августа 2010                       | Венгрия                               | 2 : 1                                 | -                                     | Товарищеский матч                     |
| 2                                     | 17 ноября 2010                        | Франция                               | 1 : 2                                 | -                                     | Товарищеский матч                     |
| 3                                     | 19 ноября 2013                        | Германия                              | 0 : 1                                 | -                                     | Товарищеский матч                     |
| 4                                     | 9 октября 2014                        | Сан-Марино                            | 5 : 0                                 | -                                     | Отборочный матч ЧЕ 2016               |
| 5                                     | 15 ноября 2014                        | Словения                              | 3 : 1                                 | -                                     | Отборочный матч ЧЕ 2016               |
| 6                                     | 18 ноября 2014                        | Шотландия                             | 3 : 1                                 | -                                     | Товарищеский матч                     |
| 7                                     | 31 марта 2015                         | Италия                                | 1 : 1                                 | -                                     | Товарищеский матч                     |
| 8                                     | 14 марта 2015                         | Словения                              | 3 : 2                                 | -                                     | Отборочный матч ЧЕ 2016               |
| 9                                     | 12 октября 2015                       | Литва                                 | 3 : 0                                 | -                                     | Отборочный матч ЧЕ 2016               |
| 10                                    | 17 ноября 2015                        | Франция                               | 2 : 0                                 | -                                     | Товарищеский матч                     |